# SNCASE SE.2300
Le SNCASE SE.2300 était un avion biplace de tourisme et d'école conçu en 1945 par l’ingénieur Pierre Satre. C’était un monoplan à aile basse et train d'atterrissage classique : deux jambes principales et une roulette de queue. Il effectua son premier vol le 27 octobre 1945, mais un seul exemplaire fut construit.
Il eut un dérivé, le SNCASE SE.2310 à train d'atterrissage tricycle et caréné. Doté du même moteur, il avait des dimensions et des performances similaires au SE.2300. Deux exemplaires furent construits.

### Liens web en français
- Bruno Parmentier, « S.N.C.A.S.E. SE-2300 », 20 décembre 1998.
- Bruno Parmentier, « S.N.C.A.S.E. SE-2310 », 20 décembre 1998.